# Claudon
Claudon település Franciaországban, Vosges megyében. Lakosainak száma 216 fő (2022. január 1.). Claudon Martinvelle, Monthureux-sur-Saône, Passavant-la-Rochère, Attigny és Hennezel községekkel határos.

## Népesség
A település népességének változása:
| Lakosok száma | 218  | 223  | 221  | 216  | 212  | 213  | 213  | 214  | 216  |
|               | 2013 | 2015 | 2016 | 2017 | 2018 | 2019 | 2020 | 2021 | 2022 |